# Castelnuovo Bozzente
Castelnuovo Bozzente (bis 1863 einfach Castelnuovo) ist eine norditalienische Gemeinde (comune) in der Lombardei. 

## Lage und Einwohner
Die 915 Einwohner (Stand 31. Dezember 2023) zählende Gemeinde Castelnuovo Bozzente liegt etwa 12 Kilometer westsüdwestlich von der Provinzhauptstadt Como am Gradaluso und grenzt unmittelbar an die Provinz Varese.

## Sehenswürdigkeiten

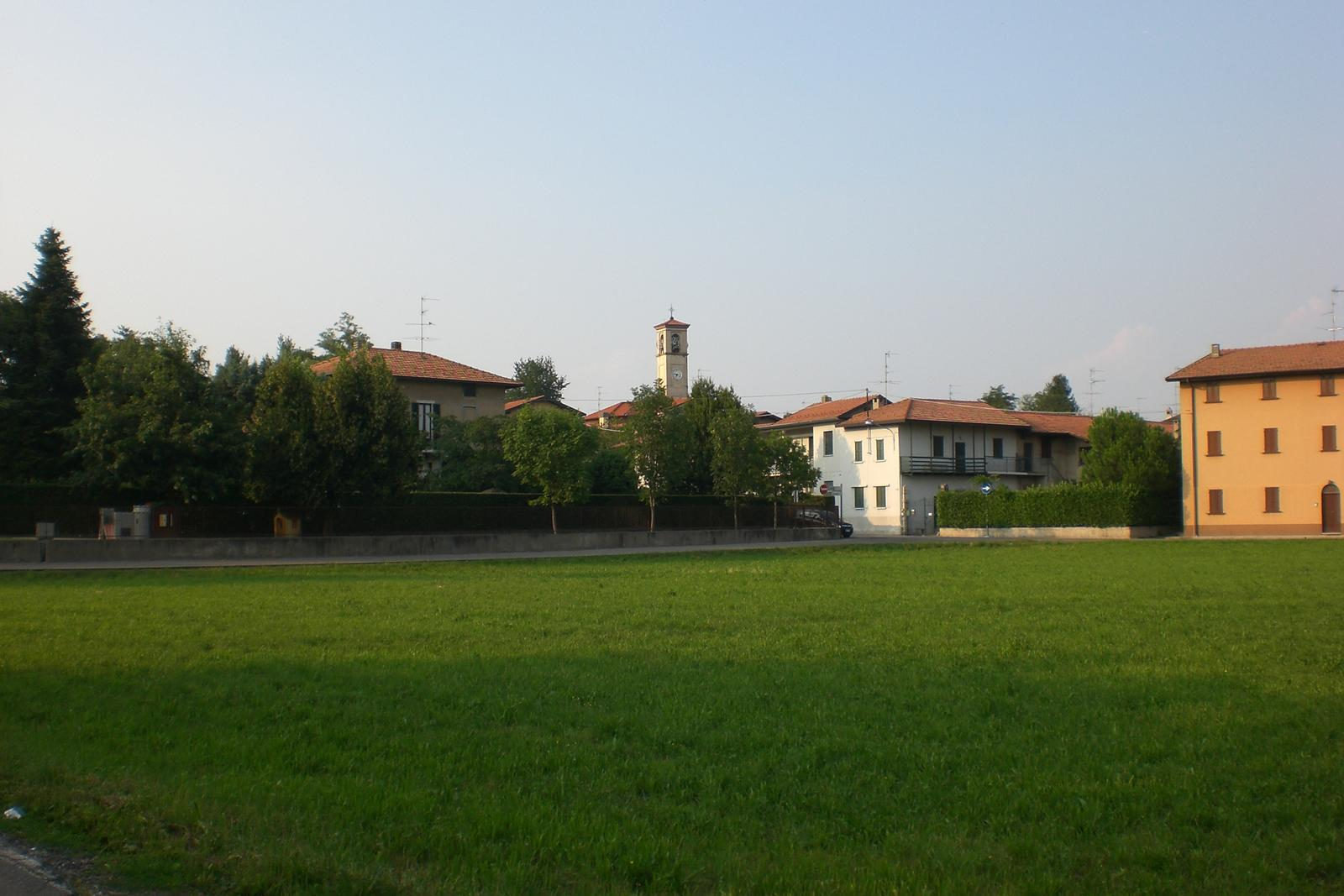
Blick auf Castelnuovo Bozzente

- Pfarrkirche San Martino[3]

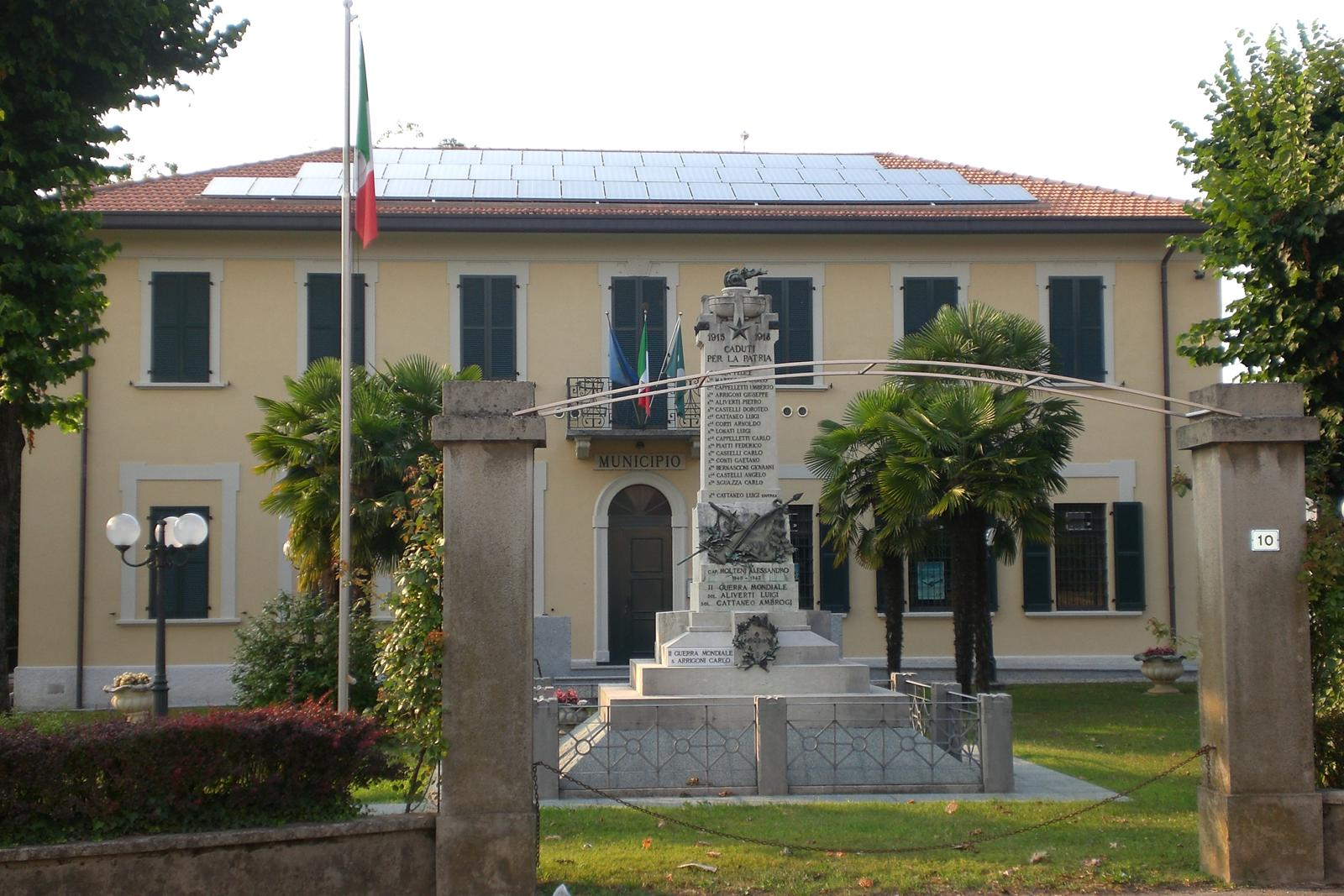
Gemeindehaus und Denkmal
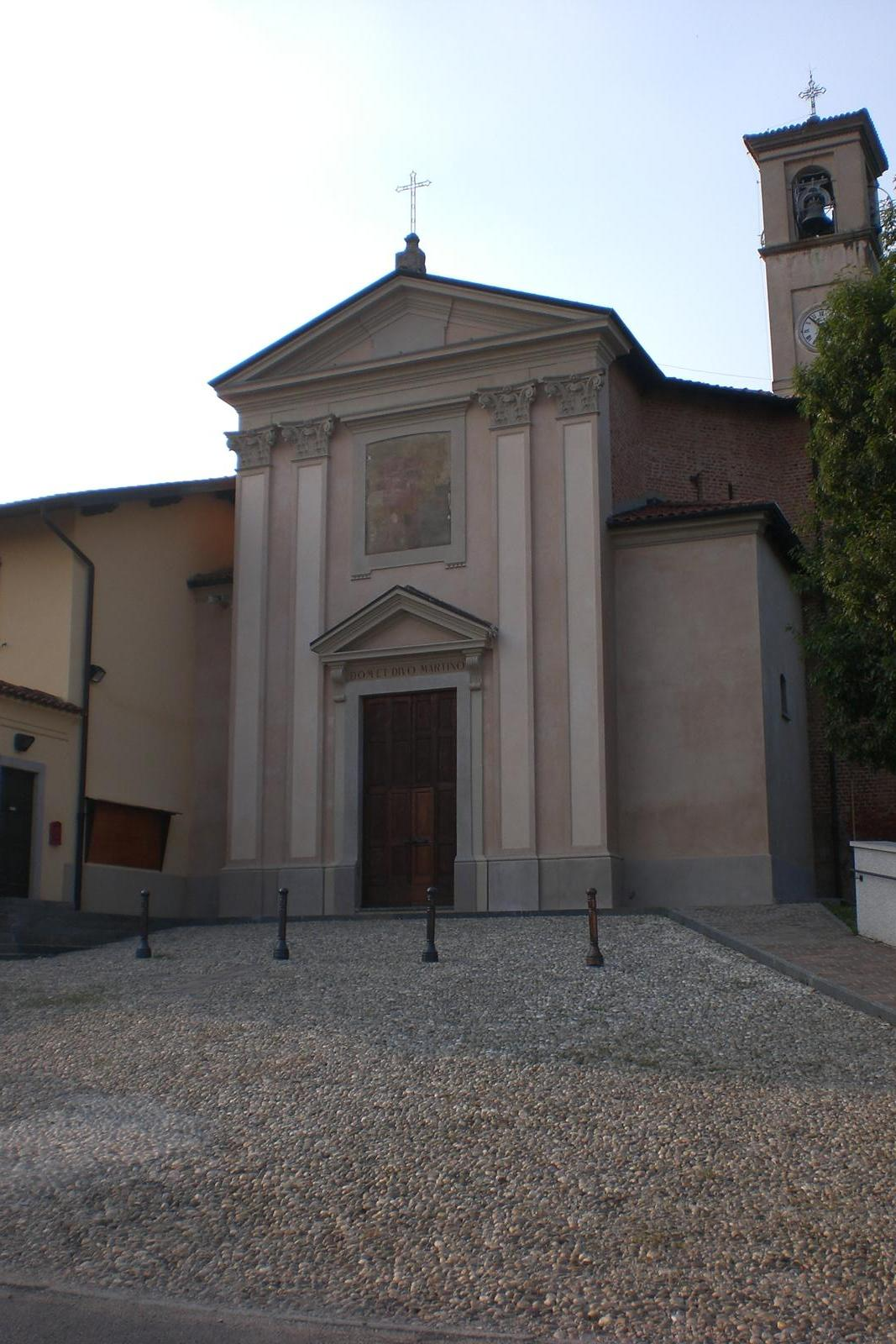
Kirche San Martino